# Човек који је живео у сновима
Човек који је живео у сновима je збирка приповедака српског писца Радослава Петковића, објављена 1998. године. За ово дело, Петковић ја освојио Виталову награду.